# 25 de novembre
El 25 de novembre o 25 de santandria és el tres-cents vint-i-novè dia de l'any del calendari gregorià i el tres-cents trentè en els anys de traspàs. Queden 36 dies per finalitzar l'any.

## Esdeveniments
Països Catalans
- 1905 - 
  - Barcelona: amb el pretext de la publicació d'un acudit crític, militars espanyols assalten i saquegen la seu del setmanari satíric ¡Cu-Cut! i el diari La Veu de Catalunya; el govern espanyol suspèn les garanties constitucionals a la ciutat i impulsa la Llei de Jurisdiccions (Fets del ¡Cu-Cut!).
  - Barcelona: Estrena de Les garses, d'Ignasi Iglésias, al teatre Romea.
- 1908 - 
  - Barcelona: apareix el primer número del Papitu, setmanari humorístic i satíric català (1908-1937).[2]
  - Barcelona: Estrena de La dama enamorada, de Joan Puig i Ferreter, al teatre Novetats, per la Nova Empresa de Teatre Català, sota la direcció artística d'Adrià Gual.
- 1939 - Paterna: és afusellat per les tropes franquistes el dirigent socialista valencià Manuel Molina Conejero.
- 2005 - París: la UNESCO declara la Patum de Berga Patrimoni Oral i Immaterial de la Humanitat.

Resta del món
- 1491 - Granada (l'Àndalus): l'exèrcit castellà hi comença el setge que posarà fi al regne de Granada, el darrer regne musulmà a la península Ibèrica.
- 1936 - Berlín (Alemanya): Alemanya i el Japó hi signen un pacte de col·laboració per defensar-se d'un possible atac soviètic (Pacte Anti-Komintern), just un mes després que Hitler i Mussolini proclamessin l'eix Roma-Berlín.
- 1940 - Estats Units: es produeix la primera aparició de Woody Woodpecker al curt Knock Knock, protagonitzat per Andy Panda.
- 1975 - Surinam: aquest país s'independitza dels Països Baixos.
- 2005 - Rafah (la franja de Gaza, Palestina): Mahmoud Abbas hi inaugura oficialment el post fronterer amb Egipte que Israel va tancar el 7 de setembre del 2005, un cop acabada la retirada de la franja de Gaza després de 38 anys d'ocupació.

## Naixements
Països Catalans
- 1738 - L'Alcúdia, Ribera Alta: Joan Baptista Madramany, horticultor i poeta, traductor al castellà de l'Art poétique de Boileau (m. 1802).
- 1827 - Gurb, Osona: Francesc Mora Borrell, arquebisbe de Monterey - Los Angeles (m. 1905).
- 1848 - Barcelona: Josep Elias i de Molins, polític, advocat i economista català, diputat a les Corts Espanyoles durant la restauració borbònica (m. 1928).
- 1862 - València: Magdalena García Bravo, escriptora valenciana (m. 1891).[3]
- 1892 - Alaior (Menorca): Margarida Comas i Camps, biòloga (m. 1973).[4]
- 1922 - Vilafranca del Penedès: Gloria Lasso, cantant catalana de música lleugera (m. 2005).[5]
- 1947 - Tortosa (Baix Ebre): Sebastià d'Arbó, psicòleg, periodista, escriptor, guionista, director de ràdio i televisió, director cinematogràfic, editor i productor català, divulgador de fenòmens paranormals.[6]
- 1961 - Lleida: Glòria Pallé i Torres, atleta especialitzada en curses de mig fons, ha estat campiona d'Espanya absoluta.[7]
- 1972 - Figueres: Marta Felip i Torres, politòloga catalana experta en administració.[8]

Resta del món
- 1562 - Madrid, Regne de Castella: Lope de Vega, escriptor espanyol (m. 1635).
- 1824 - Lecco: Antonio Ghislanzoni va ser un periodista, poeta i novel·lista italià.
- 1830 - Breslau: Lina Morgenstern, activista social, educadora, escriptora, feminista i pacifista alemanya (m. 1909).[9]
- 1842 - Bolhargues, Llenguadoc: Madeleine Brès, primera dona que es doctorà en Medicina a l'estat francès (m. 1921).[10]
- 1844 - Mühlburg, Alemanya: Carl Benz, enginyer; se'l considera el creador del primer automòbil pràctic (m. 1929).
- 1845 - Póvoa de Varzim, Regne de Portugal: José Maria Eça de Queiroz, escriptor portuguès (m. 1900).[11]
- 1870 - Granville, Normandia, França: Maurice Denis, pintor, teòric i crític d'art francès, integrant del moviment artístic els nabís (m. 1943).
- 1895 - Arcueil: Adrienne Bolland, aviadora, pilot de proves francesa, primera dona a travessar els Andes en un avió.[12]
- 1896 - Kansas City, Missouri (EUA): Virgil Thomson, compositor estatunidenc (m. 1989).[13]
- 1904 - Chengdu (Sichuan) (Xina): Ba Jin (també Pa Chin), en xinès: 巴金,:pseudònim literari de Li Yaotang (en xinès: 李尧棠), també conegut pel seu nom de cortesia Li Feigan (en xinès: 芾甘), escriptor i traductor xinès considerat un dels més importants i més llegits del segle xx (m. 2005).[14]
- 1912 - un vaixell entre Esmirna i Beirut: Asmahan, cantant i actriu sirio-egípcia (m. 1944).[15]
- 1915 - Valparaíso, Xile: Augusto Pinochet, militar, polític i dictador xilè.
- 1925 - Madrid: María Asquerino, una actriu espanyola.
- 1941 - 
  - Madridː Elena Arnedo, ginecòloga, política i activista pels drets de les dones.[16]
  - Pakistan: Riaz Ahmed Gohar Shahi, sufí, autor, líder espiritual.
- 1951 - Cartagena, Múrcia: Arturo Pérez-Reverte Gutiérrez, periodista i escriptor espanyol.
- 1954: Teodor II d'Alexandria, Patriarca Ortodox d'Alexandria.
- 1979 - Estocolm: Joel Kinnaman, actor suec.
- 1982 - Prien am Chiemsee, Romania: Maximilian Nicu: futbolista romanès.

## Necrològiques
Països Catalans
- 1922 - Tortosa: Enriqueta Ferrús, llibretera, impressora i escriptora ebrenca, membre de la Renaixença.[17]
- 1958 - València: Ramon Stolz Viciano, pintor muralista valencià (n. 1903).
- 1967 - Barcelona: Gaietana Lluró i Morcillo, soprano o tiple de sarsuela, molt popular sobretot a la dècada dels anys 1920.[18]
- 1985 - Montuïri: Jerònima Verd Palou, la primera farmacèutica de Mallorca.
- 2011 - Igualada: Maria Teresa Sàbat i Salinas, mecenes catalanista i fundadora de l'Editorial Alcides (n. 1911).[19]

Resta del món
- 1560 - Gènova, República de Gènova: Andreu Doria, almirall i home d'estat genovès (n. 1466).
- 1723 - Montpeller, França: David Augustin de Brueys, teòleg i dramaturg francès.
- 1881 - Múnic, Regne de Baviera: Theobald Böhm, inventor i músic bavarès, que perfeccionà la flauta travessera moderna (n. 1794).
- 1884 - Hinckley, Leicestershire: Charlotte Mary Brame, escriptora anglesa.
- 1885 - El Pardo, Espanya: Alfons XII d'Espanya, rei d'Espanya (1875-1885) (n. 1857).
- 1893 - París: Lotte H. Eisner, crítica de cinema, historiadora de l'art germano-francesa.[20]
- 1903 - Sukarrieta, Biscaia, País Basc: Sabino Arana, pare del nacionalisme basc (n. 1865).
- 1929 - Porto Velho (Brasil): Maria Emilie Snethlage, naturalista i ornitòloga alemanya-brasilera, que treballà a la fauna de l'Amazones.
- 1937 - Londres: Lilian Baylis, productora teatral anglesa, artífex de l'Old Vic (n. 1874).[21]
- 1950 - Copenhaguen (Dinamarca): Johannes Vilhelm Jensen, escriptor danès, Premi Nobel de Literatura de 1944 (n. 1873).
- 1959 - París, França: Gérard Philipe, actor francès (n. 1922).
- 1960 - Ojo de Agua (Salcedo, República Dominicana): Les germanes Mirabal, en un accident de trànsit provocat per agents de Trujillo (n. 1924, 1927 i 1935).[22]
- 1965 - Londresː Myra Hess, pianista britànica (n. 1890).[23]
- 1967 - París (França): Ossip Zadkine, escultor, pintor i litògraf rus (n. 1890).
- 1970 - Tòquio (Japó): Kimitake Hiraoka, més conegut pel pseudònim de Yukio Mishima, escriptor i dramaturg japonès (n. 1925).
- 1973 - 
  - Londres: Laurence Harvey, actor, director, productor i guionista britànic (n. 1928).
  - Bucarest: Elisa Leonida Zamfirescu, enginyera i investigadora romanesa (n. 1887).[24]
- 1974 - Nova York (Estats Units): U Thant, diplomàtic birmà, que fou secretari general de les Nacions Unides (n. 1909).
- 1981 - Hollywood Hills, Califòrnia, Estats Units: Jack Albertson, actor estatunidenc.
- 1982 - Chatsworth Califòrnia, Estats Units: Hugh Harman, director, productor, actor i guionista estatunidenc.
- 1985 - Roma: Elsa Morante, escriptora italiana (n. 1912).[25]
- 2005 - Londres: George Best, futbolista nord-irlandès (n. 1946).
- 2016 - L'Havana: Fidel Castro, polític cubà (n. 1926).
- 2020 - Tigre, Argentina: Diego Maradona, futbolista argentí (n. 1960).

## Festes i commemoracions
- Dia internacional per a l'eliminació de la violència contra les dones, instituït per les Nacions Unides el 19 d'octubre de 1999 en recordança de les germanes Mirabal
- Santoral: Santa Caterina d'Alexandria, màrtir; Moisès de Roma, màrtir; Pere I d'Alexandria, patriarca; Garcia d'Arlanza, abat; venerable Bartolomeo Ferrari; sant Climent d'Ocrida (Església ortodoxa); beata Beatriu d'Ornacieux, monja cartoixana.

- Festa major de la Palma d'Ebre (la Ribera d'Ebre), Torroella de Montgrí (el Baix Empordà), Vinyols (el Baix Camp); Fira del Gos Caçador a Arbeca (les Garrigues), Fira de la Llonganissa i el Pito a Vila-real (la Plana Baixa).

- Fira del bestiar d'Ademús (el Racó)